# Kopytów
Kopytów es un pueblo ubicado en la gmina Kodeń, distrito de Biała Podlaska, voivodato de Lublin, Polonia.

## Superficie
Cuenta con una superficie de 17,41 kilómetros cuadrados.

## Demografía
Hasta 2011 la población era de 225 habitantes, con una densidad de población de 12,92 habitantes por kilómetro cuadrado. Estaba conformada por 108 hombres (48%) y 117  mujeres (52%), según el censo de la Oficina Central de Estadística.